# بلپر تاونشیپ (شهرستان واشینگتن، اوهایو)
بلپر تاونشیپ (به انگلیسی: Belpre Township) یک منطقهٔ مسکونی در ایالات متحده آمریکا است که در شهرستان واشینگتن، اوهایو واقع شده‌است. بلپر تاونشیپ ۶۲٫۵ کیلومتر مربع مساحت و ۴٬۱۹۲ نفر جمعیت دارد و ۲۲۴ متر بالاتر از سطح دریا واقع شده‌است.